# Yvon Taillandier
Pour les articles homonymes, voir Taillandier (homonymie).
Yvon Taillandier est un peintre, sculpteur et écrivain français, né le 28 mars 1926 à Paris 15e et mort le 3 mars 2018 à Avignon,,,.

## Biographie

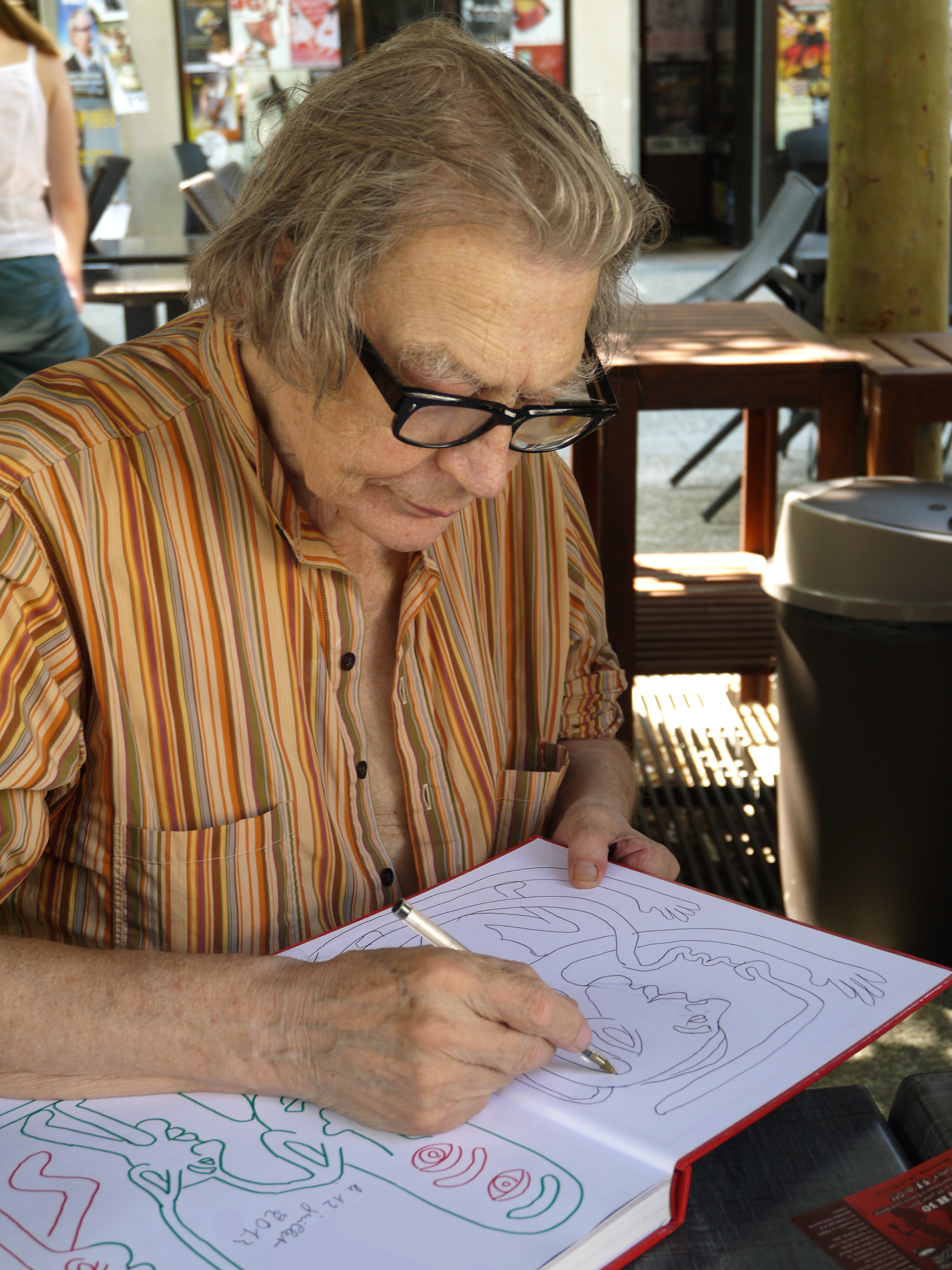
Yvon Taillandier à Avignon, le 12 juillet 2013.

### Jeunesse
Né à Paris, il passe son enfance à Saint-Rambert-L'Île-Barbe, dans la région lyonnaise, au bord de la Saône. En 1939, ses portraits dessinés sont remarqués par Henriette et Jean Couty, qui le présentent à celui qui deviendra son marchand, Renaud Icard.

### Activité et activisme
Yvon Taillandier présente sa première exposition personnelle à la galerie L'Art français à Lyon en 1942.
Après la Seconde Guerre mondiale, il revient à Paris et noue de profondes amitiés avec les grands artistes de son temps, tels qu'Alberto Giacometti, Georges Braque, Pierre Soulages, André Derain ou encore Joan Miró, notamment par l'élaboration d'ouvrages d'art,.
En 1947, il fait la rencontre de Gaston Diehl, qui le nomme secrétaire du comité du Salon de mai, poste qu'il occupera jusqu'en 1991,,. Parallèlement, il apporte son soutien à l'Association Robert Debré, notamment aux projets culturels liés à l'hôpital universitaire du même nom. 
Dans les années 1950, il abandonne la peinture au profit de la littérature (critique d'art, histoire de l'art). En 1954, il entre à la revue Connaissance des arts, pour laquelle il travaillera 15 ans, puis en 1958 à la revue XXe siècle pour laquelle il travaille 17 ans.
Il contribue à de nombreuses unes du journal L'Humanité au style reconnaissable : « J'ai opté pour des couleurs simples, pures et gaies, parce que mes tableaux, si chargés qu'ils semblent parfois, refusent de paraître lourds et se veulent des chants joyeux, voire des hymnes à la joie. » Il réalisera également une fresque intitulée Figures libératrices, exposée dans le hall du journal pour son centenaire en 2004.

### Postérité
Il décède à Avignon le 3 mars 2018,,,.
Depuis le 13 avril 2018, trois dessins de l'artiste, réalisés en 1971 (feutre et gouache sur papier, 50 × 65 cm), sont en dépôt à la Présidence de la République.
En 2019, la municipalité d’Avignon accepte la donation de la collection de l'artiste léguée par sa femme. Pas moins de 500 œuvres ont été inventoriées et seront présentées d'ici 2025 au sein de l’Hôtel de Beaumont de Teste, qui prendra le nom d'espace culturel Yvon Taillandier,. Outre les tableaux, dessins et meubles peints de l'artiste, la collection contient également sa bibliothèque, ses manuscrits et livres-objets ; on y trouve étalement quelques pièces d’art populaire, œuvres ou lithographies de ses amis artistes : Joan Miró, Alberto Giacometti, Man Ray, Serge Poliakoff ou encore Jean-Pierre Raynaud,.

## Style
« Mes tableaux se veulent des chants joyeux, voire des hymnes à la joie. »

— Yvon Taillandier

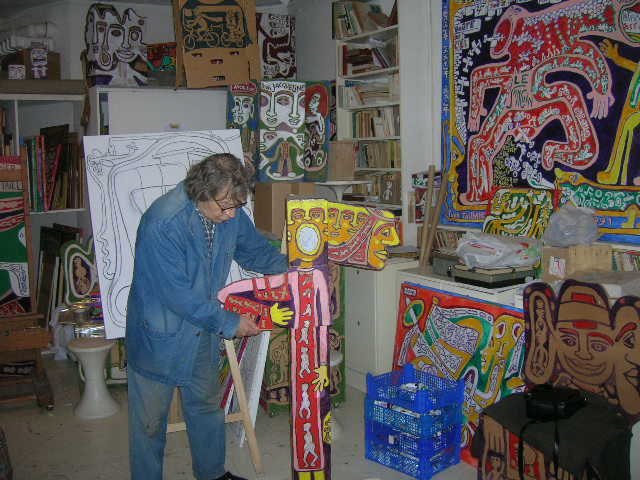
Dans son atelier parisien, 2006-2008.

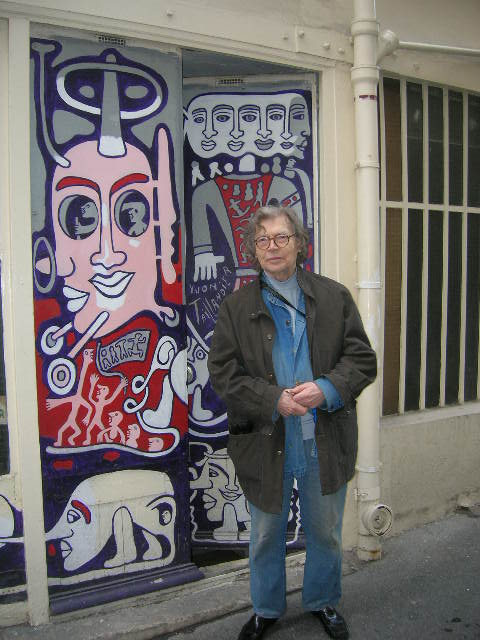
Yvon Taillandier devant l'Ambassade du Taillandier Land, 8 rue de l'Agent-Bailly, Paris. Décembre 2006.

L’œuvre d’Yvon Taillandier est figuratif, hétéroclite, multicolore, constamment narratif et crée un monde imaginaire avec ses personnages, ses événements. Inventeur du « Taillandier Land », le peintre y décrit un monde inventé avec ses habitants, son univers. Mélangeant image et langage, il se réclame plus tard d’une peinture littéraire. Sa peinture possède une proximité esthétique avec l'Art brut,.

## Expositions personnelles
- 1942 : Galerie L'Art Français, Lyon.
- 1971 : Galerie Delta, Rotterdam.
- 1973 : Maison de la Culture et des Loisirs de Saint-Étienne.
- 1974 : Centre culturel Pablo Neruda, Corbeil-Essonnes. Galerie L'Œil de Bœuf, Paris.
- 1975 : Alliance française, New Delhi.
- 1977 : Alliance française, New Delhi. Galerie L'Œil de Bœuf, Paris.
- 1978 : Club de l'UNESCO de l'Université Nehru, New Delhi. Indian News, Galerie Jacques Damase, Paris.
- 1979 : Galerie de Varennes (direction Jacques Damase), Paris. MJC Montmorillon. Centre Culturel et Chorégraphique, Paris XIVe.
- 1980 : Galerie L'Œil de Bœuf Paris.
- 1981 : Comité d'entreprise Air France, Roissy. Galerie Fine Arts, Tokyo.
- 1983 : L'entrée des robots dans le Taillandier-land, Galerie L'Œil de Bœuf, Paris. Fresque amovible pour Paco Ibáñez, Le Monfort.
- 1984 : Service culturel de l'Ambassade de France aux États-Unis, Washington. Galerie Caroline Corre, Paris.
- 1985 : Hommage à Yvon Taillandier, Galerie Fine Arts, Tokyo.
- 1986 : Galerie Jean-Pierre Lavigne, Paris. L'imagerie, centre municipal de psychanalyse, Vitry-sur-Seine.
- 1987 : Les habitants du ciel, Galerie L'Œil de Bœuf, Paris.
- 1988 : Peintures 1970-1987, Galerie municipale, Vitry-sur-Seine. Gallery K, Washington. Galerie du Théâtre de Vanves.
- 1989 : Galerie Sonia K, Lille. Fine Arts, Tokyo.
- 1990-1991 : Galerie Lavignes-Bastille, Paris.
- 1991 : Noël au Taillandier-land, Galerie Lavignes-Bastille, Paris.
- 1994 : Galerie Sonia K, Lille. Le Point d'Or, Institut d'Orphée, Paris. Hommage à Jacqueline Selz, Rue de Nesle, Paris. Galerie Daniel Duchoze, Rouen. Galerie Hélios, Calais.
- 1995 : Galerie GNG, Paris.
- 1996 : Musée Marcel-Sahut, Volvic. Galerie GNG, Paris.
- 1997 : Invité d'honneur du salon d'art contemporain, Château des Bouillants, Dammarie-les-Lys.
- 1997 : Le cycliste libérateur, Musée Adzak, Paris.
- 1997 : Galerie Medley, Paris.
- 1998 : Espace 1789, Saint-Ouen. Galerie Selmersheim, Paris. Galerie GNG, Paris. Encadreurs/Encadrés, avec Michel Dambrine, Galerie L'œil du huit, Paris.
- 2000 : Galerie GNG, Paris.
- 2003 : La figuration libératrice, siège du journal L'Humanité, Saint-Denis.
- 2004 : Invité d'honneur à Art-Metz. L'amour la poésie, Maison Elsa Triolet-Aragon, Saint-Arnoult-en-Yvelines.
- 2005 : Galerie 5, Toulouse. Centre d'art contemporain de Bédarieux.
- 2006 : Galerie l'Art et la Paix, Saint-Ouen. Espace Air Passion, Angers. Menin, Belgique.
- 2006 : Galerie Artgument, Esvres.
- 2008 : Galerie Meyer, Paris. Musée National des Beaux-Arts de Kiev. Galerie Maritime d'Odessa. Lviv. Maison des arts de Chatillon-sur-Seine. Espace Sextius, Aix-en-Provence. Invité d'honneur de la Biennale des Singuliers, Aubagne.
- 2009 : Grand Baz'Art, Bezu. PULS'ART, Centre Paul Courboulay, Le Mans. APACC Montreuil.
- 2009 : Musée national des Beaux Arts, Kiev.
- 2010 : Salon de l'Enclave, Valréas.
- 2011 : Rétrospective, Mairie du 9e arrondissement de Paris.
- 2012 : Rétrospective, Centre d'art contemporain Raymond Farbos, Mont-de-Marsan.
- 2015 : Yvon Taillandier. Cartons peints réalisés entre 1970 et 1980, Galerie GNG, Paris. Yvon Taillandier. Œuvres sur toiles et la « bâche de Kiev », Cloître Saint Louis, Avignon.
- 2016 : Galerie associative L’œil du Huit, Paris.
- 2017 : Yvon Taillandier. Peintures fraiches, Atelier-Musée d’art brut, Montpellier. Rétrospective à l’Abbaye Saint-André de Villeneuve-lès-Avignon. Quartier d’été, Galerie associative L’œil du huit, Paris.
- 2017-2018 : Galerie Espace d’un instant, Paris
- 2018 : J’écris ton nom : Taillandier, Galerie GNG, Paris. Yvon Taillandier : Hommage. Les encadreurs encadrés, Galerie associative L’œil du Huit, Paris.[4]

## Œuvres monumentales
- Fresque pour une salle de l'Institut Grandjean, Paris
- Fresque pour une terrasse, Boulogne-Billancourt
- Char de Fête, mur découpé et peint, Vitry-sur-Seine
- Quatre fresques, panneaux peints (100 × 700 cm), 1975, collège Jean Zay, Faches-Thumesay[10]
- Composition sur papier journal, école française de New Delhi
- Éloge de la lecture, bibliothèque de l'Université Nehru, New Delhi
- Décoration-façade, mairie d'Ivry-sur-Seine (Fête de la Jeunesse)
- Acrylique sur sculpture en béton, 1983, centre sportif Honoré de Balzac, Vitry-sur-Seine[10]
- Fresque détachable « Carré Monfort » (spectacle Paco Ibáñez), Paris
- Neuf peintures illustrant l'activité de « l'imagerie » (2 × 2 m), centre médico-psychopédagogique, Vitry-sur-Seine
- Totem, acrylique sur bois (7 m), 2006, Hôpital Robert-Debré, Paris[10]
- Acrylique sur bois (125 × 1 000 cm), 2013, école de la Tour d'Auvergne, Paris[10]